# المقديى (الشعر)

تعديل مصدري - تعديل

المقديى محلة تابعة لقرية خزران، التابعة لعزلة القابل الاسفل بمديرية الشعر إحدى مديريات محافظة إب في الجمهورية اليمنية، بلغ تعداد سكانها 32 حسب تعداد اليمن لعام 2004.